# NGC 3890
NGC 3890 (ook: NGC 3939) is een spiraalvormig sterrenstelsel in het sterrenbeeld Draak. Het hemelobject werd op 26 april 1785 ontdekt door de Duits-Britse astronoom William Herschel.

## Synoniemen
- UGC 6788
- MCG 13-9-3
- ZWG 352.8
- IRAS 11465+7434
- PGC 36925